# جيرالد ريتلينجر
جيرالد روبرتس ريتلينجر (من مواليد 1900 في لندن، المملكة المتحدة – توفي عام 1978 في سانت ليوناردس أون سي، المملكة المتحدة) كان مؤرخًا للفن، متخصصًا في الخزف الآسيوي، وباحثًا في التغيرات التاريخية في الذوق الفني وانعكاسها على أسعار الفن. بعد الحرب العالمية الثانية، كتب ثلاثة كتب كبيرة عن ألمانيا النازية. كما كان رسامًا وجامعًا للفخار بشكل رئيسي. من أبرز أعماله: الحل النهائي (1953)، إس إس: ذريعة أمة (1956)، وفي الفترة ما بين 1961 و1970 نشر اقتصاديات الذوق في ثلاثة مجلدات.

## حياة مهنية
وُلد ريتلينجر في لندن لعائلة مصرفية، والده ألبرت ريتلينجر ووالدته إيما برونر. تلقى تعليمه في مدرسة وستمنستر في لندن قبل أن يخدم لفترة قصيرة في فوج ميدلسكس في نهاية الحرب العالمية الأولى. ثم درس التاريخ، مع التركيز على تاريخ الفن، في كلية كرايست تشيرش بجامعة أكسفورد، ولاحقاً في مدرسة سلايد للفنون ومدرسة وستمنستر للفنون. خلال تلك الفترة، كان أيضًا محررًا لمجلة الرسم والتصميم التي كانت "مكرسة للفن كأصل قومي" من 1927 إلى 1929، كما عرض لوحاته الخاصة في لندن. ظهر تحت اسم "رينكر" في كتاب الرحلات المبكر المحطة (1928) لروبرت بايرون. في الثلاثينيات، شارك في حملتين أثريتين في الشرق الأدنى؛ الأولى في 1930-1931 برعاية متحف فيلد بشيكاغو إلى كيش (حاليًا في العراق)، والثانية في 1932 إلى الحيرة، برعاية أكسفورد، حيث كان مديرًا مشاركًا مع ديفيد تالبوت رايس. ألهمته هذه التجارب ليس فقط لكتابة كتابه برج الجماجم: رحلة عبر بلاد فارس وأرمينيا التركية المنشور عام 1932، ولكن أيضًا لاهتمامه بجمع الفخار الإسلامي.  
سافر ريتلينجر على نطاق واسع وكتب العديد من الأعمال غير الخيالية حول رحلاته إلى الصين والشرق الأدنى. خلال الحرب العالمية الثانية، خدم مجددًا جندياَ بريطانياً في وحدة مضادة للطائرات، ثم قدم محاضرات للقوات قبل أن يسريحه بسبب مشاكل صحية. بعد الحرب، كتب مقالات عن الفن للصحف والمجلات الفنية. ومع زوجته الثانية، إيلين آن جراهام بيل، أصبح معروفًا بتنظيم حفلات لأعضاء المجتمع اللندني. 
خلال خمسينيات القرن العشرين، كتب ريتلينجر كتابين حول الهولوكوست: "SS: Alibi of a Nation" و"الحل النهائي". حققت هذه الكتب مبيعات كبيرة. في الكتاب الأخير، وصف ادعاءات السوفييت بأن عدد الضحايا في أوشفيتز بلغ 4 ملايين بأنها "سخيفة"، واقترح عددًا بديلاً يتراوح بين 800,000 إلى 900,000 ضحية؛ وكان تقديره الإجمالي لعدد الوفيات اليهودية في الهولوكوست بين 4.2 إلى 4.5 مليون. منذ ذلك الحين، قامت الأبحاث اللاحقة بزيادة هذه الأرقام التحفظية للوفيات، ورغم ذلك، وُصف كتابه في عام 1979 بأنه "يُعتبر على نطاق واسع سردًا نهائيًا". في يناير 2020، ذكرت هيئة الإذاعة البريطانية (BBC) أن عدد الضحايا في أوشفيتز بلغ "ما لا يقل عن 1.1 مليون"، بينهم "ما يقرب من مليون كانوا يهودًا".   
في عام 1961، نشر رايتلينغر أول مجلد من ثلاثة مجلدات بعنوان "اقتصاديات الذوق"، وهو عمل يتناول سوق الفن منذ القرن الثامن عشر فصاعدًا، وركز بشكل أساسي على بريطانيا وفرنسا، وتضمن معلومات مفصلة عن الأسعار التاريخية. وعلى الرغم من التعليقات الحيوية التي قدمها، انتقد أحد المراجعين في مجلة "مجلة برلنغتون" المجلد الثالث بسبب "نبرة استفزازية". أثارت نبرة "اقتصاديات الذوق" مشاعر متباينة بين المراجعين، لكنهم، إلى جانب مراجعي كتبه حول النازيين، أشاروا إلى عدد كبير من التفاصيل التي كانت غير دقيقة.  
كان ريتلينجر معجبًا كبيرًا بأعمال الفنان اللندني أوستن عثمان سبير، واشترى النسخة الوحيدة من كراسة رسم سبير لعام 1924 بعنوان "كتاب الإكستاسي القبيح"، التي تحتوي على سلسلة من المخلوقات الغريبة. لاحقًا، أخبر فرانك ليتشفورد أنه رغم استعداده لبيع لوحاته المطبوعة للفنان هنري ماتيس، إلا أنه لن يتخلى أبدًا عن رسومات سبير. 

## التبرع والوفاة
توفي ريتلينجر نتيجة نزيف دماغي في منزله "وودجيت" في بيكلي، شرق ساسكس. وقد تبرع بمجموعته من الفخار الإسلامي والخزف الياباني والصيني في عام 1972 لمتحف أشموليان في أكسفورد، حيث سميت إحدى القاعات باسمه تكريمًا له. كانت المجموعة المسجلة بعناية محفوظة في منزله في بيكلي، شرق ساسكس، الذي تبرع به أيضًا للمتحف، بشرط أن يعرضها هناك، وأن يعيش في المنزل لبقية حياته. ومع ذلك، تضرر المنزل بشدة جراء حريق في فبراير 1978، قبل بضعة أشهر من وفاته، رغم أن معظم المجموعة انقذوا. 

## المنشورات الرئيسية
- برج الجماجم: رحلة عبر بلاد فارس وأرمينيا التركية ، لندن: داكويرث، 1932.
- جنوب السحاب: رحلة شتوية عبر يونان ، لندن: فابر آند فابر، 1939.
- الحل النهائي، محاولة إبادة يهود أوروبا ، نيويورك: مطبعة بيتشهورست، 1953.
- قوات الأمن الخاصة: ذريعة أمة، 1922-1945 ، لندن: هاينمان، 1956(ردمك 978-0-13-839936-8) أعيد طبعه عام 1981.
- البيت المبني على الرمال، صراعات السياسة الألمانية في روسيا 1939-1945 ، لندن: وايدنفيلد ونيكلسون، 1960.
- اقتصاديات الذوق: صعود وهبوط أسعار الصور، 1760-1960 ، لندن: باري وروكليف، 1961.
- اقتصاد الذوق: صعود وهبوط أسعار التحف الفنية منذ عام 1750 ، لندن: باري وروكليف، 1963.
- اقتصاد الذوق: سوق الفن في الستينيات ، لندن: باري وجينكينز، 1970.

## ملحوظات
1. 1 2  RKDartists | Gerald Reitlinger (بالهولندية), QID:Q17299517
2. 1 2  Walter B. Denny (12 Jan 2018). "Reitlinger, Gerald". Grove Art Online (بالإنجليزية). DOI:10.1093/GAO/9781884446054.ARTICLE.T071302. QID:Q103963451.
3. ↑  RKDartists (بالهولندية), QID:Q17299517
4. ↑  Dictionary of Art Historians (بالإنجليزية), QID:Q17166797
5. 1 2 3  Reitlinger, Gerald (Roberts), قاموس مؤرخي الفن  [لغات أخرى]‏. نسخة محفوظة 2024-06-13 على موقع واي باك مشين.
6. ↑  Edward Chaney, "Lewis and the Men of 1938: Graham Bell, Kenneth Clark, Read, Reitlinger, Rothenstein, and the Mysterious Mr Macleod: A Discursive Tribute to John and Harriet Cullis", Journal of Wyndham Lewis Studies, 2016. نسخة محفوظة 2024-07-31 على موقع واي باك مشين.
7. ↑  The Final Solution. The Attempt to Exterminate the Jews of Europe, 1939–1945 by Gerald Reitlinger, review by Philip Friedman, p. 189, Jewish Social Studies, Vol. 16, No. 2 (Apr. 1954), pp. 186–189, Indiana University Press, JSTOR؛ see also a review by Albert M. Hyamson, International Affairs, Vol. 29, No. 4 (Oct. 1953), pp. 494–495, published by Wiley on behalf of the Royal Institute of International Affairs, JSTOR نسخة محفوظة 2023-03-02 على موقع واي باك مشين.
8. ↑  Luck, David, "Use and Abuse of Holocaust Documents: Reitlinger and "How Many?", Jewish Social Studies, Vol. 41, No. 2, Articles Devoted to the Holocaust (Spring, 1979), pp. 95–122, Indiana University Press, JSTOR نسخة محفوظة 2023-02-13 على موقع واي باك مشين.
9. ↑  "Auschwitz: How death camp became centre of Nazi Holocaust", BBC, 2020 نسخة محفوظة 2024-03-14 على موقع واي باك مشين.
10. ↑  The Economics of Taste: Volume III: The Art Market in the 1960s by Gerald Reitlinger, review by: Keith Roberts, The Burlington Magazine, Vol. 113, No. 822 (Sep. 1971), pp. 555–556, JSTOR نسخة محفوظة 2023-02-13 على موقع واي باك مشين.
11. ↑  See all those cited above, Denys Sutton on Volume I of Economics, The Burlington Magazine, Vol. 104, No. 715 (Oct. 1962), pp. 437–438, JSTOR, and David Loshak on the same in Victorian Studies, Vol. 5, No. 4 (Jun. 1962), pp. 348–349, Indiana University Press, JSTOR نسخة محفوظة 2023-02-13 على موقع واي باك مشين.
12. ↑  Baker 2011. pp. 144–145.
13. ↑  Baker 2011. p. 146.
14. ↑  Ashmolean Museum biography نسخة محفوظة 2012-08-02 at Archive.is